# Entropa
Entropa es una escultura postmodernista a cargo del artista plástico checo David Černý que representa a cada uno de los países miembros de la UE de forma estereotipada y, en algunos casos, polémica. Fue presentada el 15 de enero de 2009 en la sede del Consejo de la Unión Europea de Bruselas, con motivo de la Presidencia checa el primer semestre de dicho año. 
La obra permaneció expuesta en el atrio del edificio Justus Lipsius, sede del Consejo, hasta el 10 de mayo, mes y medio antes del término de la Presidencia checa; por orden del propio autor fue retirada como señal de protesta por el cambio de Gobierno en su país. Desde entonces se encuentra expuesta en una galería de arte de las afueras de Praga.

## Características y diseño
La escultura, que tiene unas dimensiones de 8 m de alto por 8 m de largo, recuerda un kit tipo puzle de plastimodelismo, con los cantos y extremos que unen las diferentes piezas (en este caso los países) de color azul cobalto. Los 27 países que conforman la UE (el lugar que correspondería al Reino Unido se encuentra vacío) están dispuestos de forma aleatoria y a escala constante. Algunos elementos de la escultura son interactivos.
A continuación se describe la representación de cada país partiendo del extremo superior izquierdo al inferior derecho de la escultura:
- Reino Unido – un lugar vacío sin modelo alguno.

- Países Bajos – la parte superior de siete minaretes sobresaliendo de una país completamente inundado por el mar; de los minaretes se puede escuchar el canto de un muecín.

- Finlandia – una base de tablas de madera en la que se encuentran animales exóticos para la fauna finlandesa.

- Francia – el contorno de la República Francesa hueco y cubierto con una banda blanca en la que está escrita la palabra "Grève" (huelga).

- Chipre – el país cortado en dos.

- Suecia – un avión de caza envuelto en una gran caja de IKEA.

- Alemania – un par de autovías cuya disposición puede dar una ligera idea de una esvástica, los coches se mueven alrededor de la autovía

- Bélgica – una caja de bombones de chocolate.

- República Checa – una pantalla de leds en la que aparecen frases del presidente checo, Václav Klaus, conocido por su posición euroescéptica.

- Polonia – un grupo de monjes católicos irguiendo heroicamente una bandera de la comunidad gay sobre un campo de patatas.

- Luxemburgo – una pieza de oro en la que está incrustado un letrero con las palabras "On Sale" (en venta) y un número de teléfono.

- Eslovenia – una placa con la inscripción "First tourists came here in 1213" (los primeros turistas llegaron aquí en 1213).

- Bulgaria – una conjunto de retretes a la turca en color blanco interconectados por medio de una serie de tubos de colores.

- Letonia – una cadena de montañas nevadas.

- Malta – una isla minúscula con un elefante enano

- Rumania – una alegoría de un castillo gótico, cuya puerta la constituye una boca con dientes de Drácula, coronado por una cabeza de gárgola.

- Estonia – dos herramientas eléctricas de bricolaje, cuyos extremos han sido sustituidos por una hoz y un martillo.

- Portugal – sobre la superficie en corcho del país se encuentra una representación en cortes de filete de carne de las tres antiguas colonias portuguesas más grandes: Brasil, Angola y Mozambique.

- Hungría – sobre un fondo cubierto de melones se alza una maqueta que se asemeja al Atomium de Bruselas, los electrones y el núcleo son melones y los enlaces, salamis húngaros.

- Italia – un campo de fútbol con jugadores con el tricot característico de la selección italiana que en vez de llevar el balón con los pies, lo llevan con las manos a la altura de la ingle.

- Eslovaquia – diseño incierto que podría tratarse de un embutido liado irregularmente con una cuerda tricolor: blanco, rojo y verde (colores de la bandera de Hungría).

- Grecia – un paisaje completamente desolado a causa de un incendio forestal.

- España – la superficie entera del país como si se tratase de un cimiento de hormigón, en la parte superior hay una hormigonera rojiblanca.

- Lituania – réplicas de la famosa escultura del Manneken Pis con traje de soldado se encuentran en la frontera oriental del país y orinan en esa dirección.

- Dinamarca – la superficie del país cubierta por bloques coloridos de LEGO que parecen formar una de las polémicas caricaturas del Profeta Mahoma.

- Irlanda – una gaita color marrón.

- Austria – un prado verde con cuatro chimeneas industriales que humean.

## Historia y polémica
Tres días antes de su presentación oficial, la escultura fue develada en el seno del Consejo de la UE para asombro de los ministros, funcionarios y peridiostas presentes. Algunos mostraron inmediatamente una actitud de sorpresa o de malestar al ver tan provocativa obra, a la vez que original, que se presentaba como un reclamo a los tópicos, prejuicios y estereotipos sobre los países de la UE. El mismo Gobierno checo, quien fue el responsable de la contratación del controvertido artista para el proyecto de mapa escultórico, poniendo como requisito la participación de artistas nativos para cada motivo, resultó estupefacto. Černý presentó asimismo un folleto en el que se puede leer que él había sido el curador de la obra y que a su cargo habían trabajado 26 artistas en el motivo nacional respectivo. Cada artista explicaba brevemente el porqué de su creación y se remataba su participación detallando su currículo.
En poco tiempo se hicieron sentir los primeros signos de malestar, tanto de funcionarios, de la prensa internacional, como de los países involucrados. Especialmente el Gobierno de Bulgaria pidió explicaciones al embajador checo en este país sobre el insolente motivo de representar Bulgaria como un enorme retrete a la turca. En Eslovaquia también la controversia alcanzó niveles políticos. Ambos gobiernos solicitaron el retiro de la escultura.
La polémica creció cuando el 14 de enero, un día antes de su presentación oficial, se descubrió que Černý había engañado: él hizo la obra con ayuda de un par de artistas amigos suyos, toda la información del folleto la había redactado él mismo y que ninguno de los 26 escultores nacionales existían.
Pero los responsables de la Presidencia checa decidieron presentar la obra en la que habían invertido unos 50.000 euros, alegando el respeto a la libertad de expresión, y pidieron disculpas a los países afectados, ofreciéndoles cambiar los motivos más polémicos en caso de que así lo solicitasen los países afectados. Černý se disculpó solemnemente por el hecho de haber ofendido algunas naciones con su creación artística que no fue creada con el hecho de insultar a nadie, sino de resaltar lo negativo que pueden resultar los estereotipos, en este caso los nacionales. La obra fue recibida finalmente, si bien bajo polémica y controversia, con expectación y aplausos.
El gobierno de Bulgaria pidió oficialmente que se retirara el diseño de su representación en la escultura, una serie de retretes turcos, al no considerlo representativo de su país, sino más bien ofensivo y de mal gusto. La presidencia checa ofreció retirar el motivo u ocultarlo. El gobierno búlgaro se decantó por esta última opción y desde el 19 de enero la escultura aparece con un paño negro cubriendo el motivo búlgaro.
El 10 de mayo, después de casi 20 días de haber sido anunciado, el propio autor dio la orden de retirar la escultura del atrio del Consejo de la UE, en señal de protesta por el precipitado cambio de Gobierno en su país. Desde el 11 de junio del mismo año es expuesta la escultura en la galería de arte contemporáneo Dox de la ciudad de Praga, donde se tiene previsto que permanezca hasta comienzos de 2010.